# 평해초등학교 해동분교
평해초등학교 해동분교는 경상북도 울진군 평해읍 개바위길 63 (직산리)에 있었던 분교이다.

## 연혁
- 1976.09.11 설립인가
- 1977.09.11 월송국민학교 직일분교장 개교
- 1979.03.01 직일국민학교 승격
- 1981.02.01 해동국민학교로 교명 변경
- 1996.03.01 평해초등학교 해동분교장으로 격하
- 1999.09.01 폐교